# Brown Ridge
Brown Ridge är en bergstopp i Antarktis. Den ligger i Västantarktis. Argentina, Chile och Storbritannien gör anspråk på området. Toppen på Brown Ridge är 1 191 meter över havet.
Terrängen runt Brown Ridge är kuperad söderut, men norrut är den platt. Trakten är obefolkad. Det finns inga samhällen i närheten. 